# Finimeter
Et finimeter (latin finis for slutning og meter for måler) bruges til angivelse af resterende respiratorisk tryk. Det anvendes fortrinsvis ved dykning, til trykkammerbrug og i ubåde til at angive, det resterende tryk i luftflasker til indåndingsbrug. Ordet finimeter var oprindeligt et produktnavn fra firmaet Dräger, men anvendes i dag generisk om alle former for trykmålere til respiratorisk tryk.
På SCUBA-sæt vil finimeteret typisk været tilsluttet flaskesættet direkte, eller til højtrykstilgangen fra førstetrinnet. Trykket føres ind i et bourdonrør, der er forbundet til en viser, som er placeret foran en skala.